# West Point (Arkansas)
West Point è un comune degli Stati Uniti d'America, situato in Arkansas, nella contea di White.